# Vilje Kolo
Vilje Kolo (cyr. Виље Коло) – wieś w Serbii, w okręgu jablanickim, w mieście Leskovac. W 2011 roku liczyła 4 mieszkańców.